# Gyretes sinuatus
Gyretes sinuatus is een keversoort uit de familie van schrijvertjes (Gyrinidae). De wetenschappelijke naam van de soort is voor het eerst geldig gepubliceerd in 1852 door LeConte.